# Naumata (Ort)
Naumata ist eine osttimoresische Siedlung im Suco Betulau (Verwaltungsamt Lequidoe, Gemeinde Aileu).

## Geographie und Einrichtungen
Das Dorf Naumata liegt im Nordwesten der Aldeia Naumata, südlich des Flusses Manufonihun, der später Manufonibun heißt, in einer Meereshöhe von 821 m. Der Fluss gehört zum System des Nördlichen Laclós. Pisten verbinden das Dorf mit seinen Nachbarorten: Lebutun (Aldeia Lebutun) im Norden und Sarabere (Aldeia Sarabere) im Westen.
Im Dorf Naumata befinden sich eine Grundschule und der Sitz des Sucos Betulau.